# NGC 7033
NGC 7033 је елиптична галаксија у сазвежђу Пегаз која се налази на NGC листи објеката дубоког неба.
Деклинација објекта је + 15° 7' 31" а ректасцензија 21h 9m 36,2s. Привидна величина (магнитуда) објекта NGC 7033 износи 14,2 а фотографска магнитуда 15,2. NGC 7033 је још познат и под ознакама MCG 2-54-2, CGCG 426-6, NPM1G +14.0507, KCPG 554A, PGC 66228.